# Pa de motlle

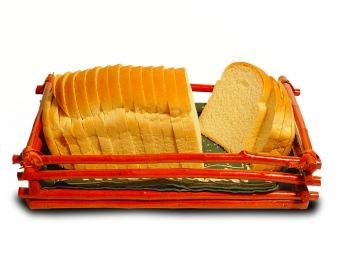
Pa de motlle

El pa de motlle, pa de motle o pa anglès és un tipus de pa que ha estat cuit dins d'un motlle. Acostuma a conservar-se molt més temps tendre en comparació a la resta dels pans. Es caracteritza per tenir una textura molt tova i el seu contingut en greixos és més gran que el del pa comú, ja que a diferència d'aquest acostuma a portar mantega o d'altres greixos. Aquest tipus de pa té unes 270 Kcal per 100 g del producte.
Habitualment s'utilitza per a fer entrepans o torrades.

## Composició nutricional[1]
| Aportació per ració (100g) | Grams (g) |
| -------------------------- | --------- |
| Proteïna                   | 7,77      |
| Hidrats de carboni         | 49,90     |
| Fibra                      | 3,60      |
| Greixos                    | 3,80      |
| Aigua                      | 34,90     |
| Altres                     | 0,03      |

## Història
Aquest pa té origen en els processos d'industrialització als Estats Units de principis del segle xx. La popularització d'aquesta varietat va ser degut als canvis de la població en el qual hi havia molt poc temps per a esmorzar, i facilitava la vida a les dones de casa.

## Actualitat
Es pot comprar a pràcticament tots els supermercats en format industrial, també hi ha fleques que n'elaboren a mà.
N'existeixen múltiples varietats: pa blanc, integral, sense crosta, amb cereals, etc.
Popularment es coneix sovint per nom d'alguna marca industrial, típicament pionera o dominant en el mercat d'aquest producte, com per exemple "pa Bimbo", o "Pride toast" al Regne Unit.